# وليد (مغن راب)
وليد (بالفرنسية Walid) ومعروف أيضا بـ Walid Sevran نسبة إلى منطقة Sevran إحدى ضواحي باريس الشمالية الشرقية ويقطنها عدد كبير من الأقليات منها العربية، هو رابر فرنسي من أصول عربية. كما يستعمل وليد الاسم الفني الإضافي «دوبل فيه» (DoubleV)، وهو بالفرنسية الحرف الأول من إسمه أي W,
اشتهر بغزارة إنتاجه عام 2015 في أغاني راب عجيجة تحكي واقع الشباب العربي وشباب الأقليات المهاجرة في فرنسا، كما ظهر في أغنية لـ Lacrim بعنوان On y est باسمه الفني الكامل Walid Sevran بالاشتراك مع Sch و Rimkus.
يتعاون وليد مع المنتج Double X لإصدار العديد من الأغاني وشرائط الفيديو الموسيقية. وأصدر شريطه المختلط (mixtape) بعنوان La vie en grand عام 2015.